# Gilberto Serembe
Gilberto Serembe (Milão, 17 de dezembro de 1955) é um professor e regente de orquestra italiano. 

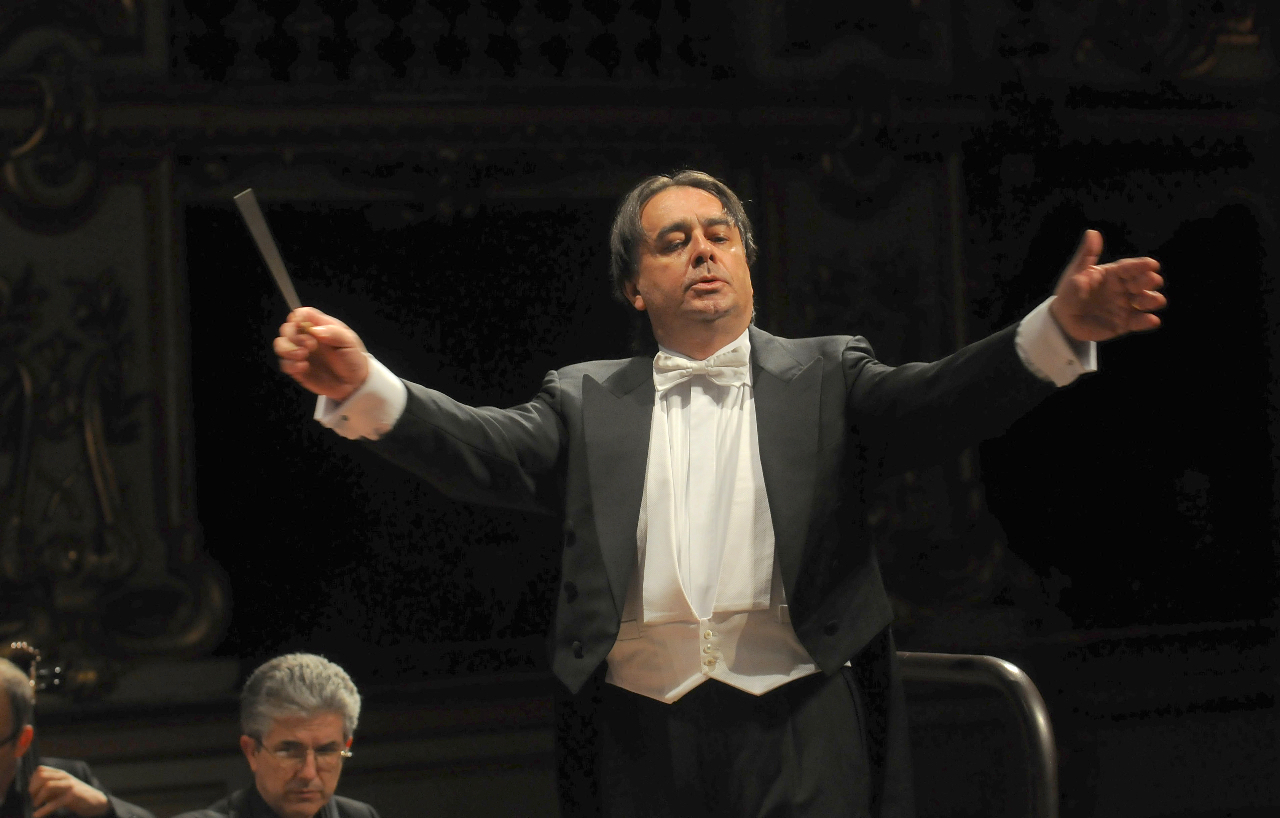
Gilberto Serembe

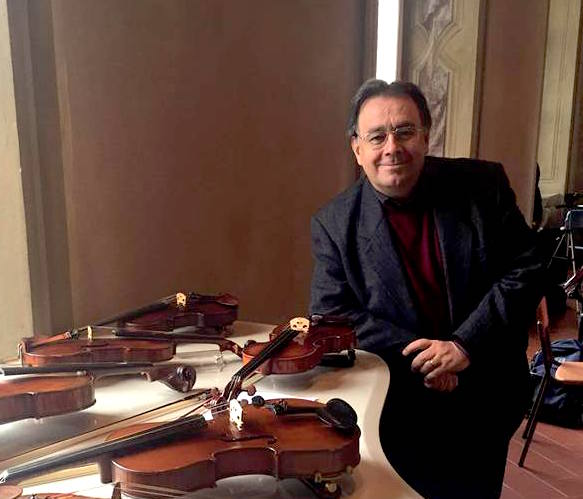
Gilberto Serembe

## Biografia
Gilberto Serembe estudou composição e regência de orquestra no Conservatório "Giuseppe Verdi" em Milão com Bruno Bettinelli e Mario Gusella.Mais tarde frequentou o Superior Course in Conducting (ou curso superior em regência) na "Accademia Chigiana" em Siena sob orientação do maestro Franco Ferrara.
Ele regeu muitas orquestras renomadas tanto na Itália quanto no restante da Europa, dentre as quais podemos citar a RAI Symphony Orchestra de Turim, a Orchestra della Toscana de Florença, a "Arturo Toscanini" Symphony Orchestra de Parma, os conjuntos do Teatro Regio de Turim e do Teatro Massimo de Palermo, a "Pomeriggi Musicali" de Milão, a "Haydn" Symphony Orchestra de Trento e Bolzano, a sueca Göteborgs Symphoniker, a belga BRT Filharmonisch Orkest Brussels e a finlandesa Turku Philharmonic.
Serembe também ministrou cursos de regência orquestral na Academia de Musica de Pescara e ele trabalhou como Professor de regência no Conservatorio "Luca Marenzio" em Brescia. Em 2013 ele fundou em Milão a Italian Conducting Academy, instituição onde atua também como professor diretor.
Entre os seus alunos mais conhecidos podemos citar Alvaro Albiach, Roberto Fores Veses, Riccardo Frizza, Fabio Mastrangelo, Matteo Pagliari e Daniele Rustioni.
Serembe é casado com a compositora italiana Elisabetta Brusa.